# A Blowout at Santa Banana
A Blowout at Santa Banana è un cortometraggio muto del 1914 diretto da Lorimer Johnston. Basato su un soggetto di Grant Wallace, il film - prodotto dalla Flying A - aveva come interpreti principali Sydney Ayres, Jack Richardson, Harry von Meter, Vivian Rich.

## Trama
Tre amici, Wall-Eyed Pete, Curly Whiskerlegs e Rattlesnake Pete, per corteggiare alcune belle cameriere, finiscono per mettersi nei guai con le loro zie. Per sfuggire alle tre zitelle, accettano l'incarico di attraversare sessanta miglia di deserto fino a Tombstone, per recuperare una tonnellata di fuochi d'artificio per la prevista celebrazione del 4 luglio a Santa Banana. Il comitato per la festa li avvisa che non devono sprecare i fondi della città in liquori e gioco d'azzardo. I tre ripartono da Tombstone con il carro di fuochi d'artificio, tra i quali, però, il negoziante ha nascosto anche una damigiana di liquore. Lungo la strada, il carro viene attaccato dai banditi e i tre vengono catturati. I banditi, scoperta la damigiana, improvvisano davanti al fuoco un'orgia selvaggia. I tre riescono a fuggire mentre gli esplosivi, rimasti vicino al fuoco, cominciano a saltare per aria e i fuorilegge, completamente ubriachi, si danno a una fuga disordinata. Lungo la strada del ritorno, i tre incrociano i ranger e li mandano a caccia dei banditi.

A Santa Banana, intanto, la festa langue e la folla insorge. Quando i tre arrivano e raccontano la loro storia, vengono pubblicamente sbeffeggiati dai cittadini furibondi. Il comitato decide allora di "linciarli per fare una festa in stile romano". Intervengono le tre zie, che prendono le difese dei loro "fidanzati". Quando questi, però, messi davanti alla scelta di sposare le zitelle oppure di essere impiccati scelgono l'impiccagione, le tre donne diventano anche loro delle furie. Le nipote cercano di interporsi, ma senza successo. Per fortuna sarà l'arrivo dei ranger con i fuorilegge catturati a sostenere la versione dei tre infelici. La città deve scusarsi con loro, mentre le ragazze finalmente acconsentono al matrimonio, con enorme gioia di tutta la popolazione di Santa Banana.

## Produzione
Il film fu prodotto dall'American Film Manufacturing Company (come Flying A).

## Distribuzione
Distribuito dalla Mutual, il film - un cortometraggio in due bobine - uscì nelle sale cinematografiche degli Stati Uniti il 26 gennaio 1914.